# Tomasz Śliwiński
Tomasz Śliwiński é um cineasta polonês. Como reconhecimento, foi nomeado ao Oscar 2015 na categoria de Melhor Documentário em Curta-metragem por Nasza klątwa.